# ラファエル・ミル・ビセンテ
ラファ・ミル（Rafa Mir）こと、ラファエル・ミル・ビセンテ（Rafael Mir Vicente、1997年6月18日 - ）は、スペイン・ムルシア州ムルシア出身のサッカー選手。エルチェCF所属。ポジションはFW。

## クラブ経歴

### 初期の経歴
ムルシア出身で、CD Javalí Nuevoでフットサルを始めた。エルポソ・ムルシアFSで120ゴールを挙げた後、Ranero CFでサッカーを始め、FCバルセロナに加入する前にシーズンで57得点、84得点を記録した。
ラ・マシアで32ゴールを挙げた後に、地元に戻ってレアル・ムルシアのユースチームに加入し45ゴールを挙げると、バレンシアCFに加入した。

### バレンシア
2015年3月1日、バレンシアCF・メスタージャとしてCEルスピタレート戦にウィルフリード・ザイボとの交代で途中出場してプロデビューを果たした。3月7日、CFバダロナ戦でプロ初ゴールを挙げた。
翌シーズン、UEFAユースリーグで好成績を挙げ、KAAヘント戦では2戦連続で2ゴールを挙げた。2015年11月14日、ビジャレアルCF B戦で初の先発出場を果たした。
2015年11月、ヌーノ・エスピーリト・サント監督によってトップチームに召集され、UDラス・パルマス戦でベンチ入りした。試合は1-1の引き分けでミルの出場機会は無かった。2015年11月25日、UEFAチャンピオンズリーグのFCゼニト・サンクトペテルブルク戦に先発出場し、トップチームデビューを果たすと、56分にサンティ・ミナと交代するまでプレーした。
2016年8月、UDラス・パルマス戦でエンソ・ペレスとの交代で途中出場し、プリメーラ・ディビシオンで初出場を果たした。
2017-18シーズン、前半戦はメスタージャで19試合15得点という好成績を残し、レアル・マドリードやウルヴァーハンプトン・ワンダラーズFCから関心を集めた。

### ウルヴァーハンプトン・ワンダラーズ
2018年1月3日、ウルヴァーハンプトン・ワンダラーズFCに移籍し、4年半の契約を締結した。移籍金は非公開で、背番号は9番。
2018年7月23日、UDラス・パルマスにレンタル移籍した。
2019年7月、ノッティンガム・フォレストFCにレンタル移籍した。ノッティンガム・フォレストではゴールを挙げられず、2020年1月14日にレンタル契約を解消しウルヴァーハンプトンに復帰した。ノッティンガム・フォレストから復帰してすぐ、SDウエスカに1年半のレンタルで移籍。シーズン途中での加入ながら、チーム得点王となった日本代表FW岡崎慎司に次ぐ9得点を挙げウエスカの1部復帰に貢献した。
2020-21シーズンはプリメーラで13得点を記録したものの、チームは17位で迎えた最終節のバレンシアCF戦で引き分けに終わると、同勝ち点で18位だったエルチェCFがアスレティック・ビルバオに勝利したことで残留を土壇場で逃し1年で降格した。

### セビージャ
2021年8月20日、セビージャFCと6年契約を締結した。
2024年7月11日、バレンシアCFに買取オプション付きのレンタルで移籍した。

## 人物・エピソード
元ドイツ代表FWマリオ・ゴメスに憧れている。父親のマギンもRCDマジョルカとレアル・ムルシアでプレーした元サッカー選手。

## タイトル

### クラブ
ウエスカ
- セグンダ・ディビシオン : 1回 (2019-20)

セビージャ
- UEFAヨーロッパリーグ : 1回 (2022-23)

### 代表
U-21スペイン代表
- UEFA U-21欧州選手権 : 1回 (2019)

U-23スペイン代表
- オリンピック銀メダル : 1回 (2020)